# La Verrière
La Verrière település Franciaországban, Yvelines megyében. Lakosainak száma 6142 fő (2022. január 1.). La Verrière Coignières, Élancourt, Maurepas és Le Mesnil-Saint-Denis községekkel határos.

## Népesség
A település népességének változása:
| Lakosok száma | 5978 | 6011 | 6327 | 6715 | 6551 | 6386 | 6222 | 6183 | 6142 |
|               | 2013 | 2015 | 2016 | 2017 | 2018 | 2019 | 2020 | 2021 | 2022 |